# Хайдаров, Нигмат Атабаевич
Нигмат Атабаевич Хайдаров — советский хозяйственный, государственный и политический деятель, Герой Социалистического Труда.

## Биография
Родился в 1917 году в Ленинске. Член КПСС.
С 1939 года — на хозяйственной, общественной и политической работе. В 1939—1967 гг. — военнослужащий Рабоче-Крестьянской Красной Армии, участник Великой Отечественной войны в составе 369-го зсп 28-й зсбр и 397-го ап 150-й сд ОдВО, директор совхоза в Сурхан-Дарьинской области, первый секретарь Денауского райкома КП Узбекистана Сурхан-Дарьинской области.
Указом Президиума Верховного Совета СССР от 11 января 1957 года присвоено звание Героя Социалистического Труда с вручением ордена Ленина и золотой медали «Серп и Молот».
Избирался депутатом Верховного Совета Узбекской ССР 4-го и 5-го созывов.
Умер после 1985 года.